# Boulevard Adolphe Max
Pour les articles homonymes, voir Adolphe et Max.
Le boulevard Adolphe Max (en néerlandais : Adolphe Maxlaan) est un boulevard central à Bruxelles, entre la place de Brouckère et la place Rogier, dans le prolongement du boulevard Anspach. Il porte le nom d'un ancien bourgmestre de la Ville de Bruxelles, Adolphe Max (1869-1939).

## Accès
| ___ | Ce site est desservi par les stations de métro : De Brouckère et Rogier. |